# Une nuit mouvementée (film, 1946)
Pour les articles homonymes, voir Une nuit mouvementée.

Une nuit mouvementée (Deadline at Dawn) est un film noir américain de Harold Clurman (en) sorti en 1946. Tiré d'un roman de William Irish et produit par RKO Pictures, il est surtout remarquable pour la photographie de Nicholas Musuraca, ses seconds rôles soignés et les fausses pistes du scénario. Seul film de son réalisateur (metteur en scène de théâtre), il n'a pas été distribué en France.

## Synopsis
Le dernier jour de sa permission à New-York, un jeune marin (Bill Williams) se réveille avec une grosse somme d'argent en poche. Il l'a pris chez une femme avec laquelle il a bu, mais ne se souvient plus de rien. Et lorsqu'il décide de rendre l'argent, il découvre que  la femme a été assassinée. Il a jusqu'à six heures du matin, heure de départ de son autocar, pour prouver son innocence, aidé par une danseuse (en) (Susan Hayward) et un chauffeur de taxi sagace (Paul Lukas). La victime n'était pas une oie blanche, et malgré le peu d'indices, les suspects sont nombreux.

## Fiche technique
- Titre français : Une nuit mouvementée[1]
- Titre original : Deadline at Dawn
- Réalisation : Harold Clurman (en)
- Scénario : Clifford Odets, d'après le roman Deadline at Dawn de William Irish (1944)
- Producteur : Adrian Scott
- Photographie : Nicholas Musuraca
- Musique : Hanns Eisler
- Distribution : RKO Pictures
- Durée : 83 minutes
- Langue : anglais
- Dates de sortie : 
  - États-Unis : 3 avril 1946
  - France : 25 avril 1947

## Distribution
- Bill Williams : Alex Winkley, marin
- Susan Hayward : June Goth, taxi-girl
- Paul Lukas : Gus Hoffman, chauffeur de taxi
- Lola Lane : Edna Bartelli (la victime)
- Joseph Calleia : Val Bartelli (son frère)
- Jerome Cowan : Lester Brady
- Marvin Miller : Sleepy Parsons (l'aveugle)
- Osa Massen : Helen Robinson
- Joe Sawyer : Babe Doley
- Earle Hodgins : Barker
- Steven Geray : homme aux gants
- Roman Bohnen : homme au chat
- Billy Bletcher : un serveur